# USS Aaron Ward (DM-34)
O USS Aaron Ward (DD-773/DM-34) foi um contratorpedeiro da classe Robert H. Smith que serviu a Marinha dos Estados Unidos durante a Segunda Guerra Mundial.
O nome do navio homenageia o Almirante Aaron Ward (1851-1918) oficial da Marinha dos Estados Unidos durante a Guerra Hispano-Americana.
Os seguintes navios levaram o nome do almirante:
- USS Aaron Ward (DD-132), (1919-1940) renomeado HMS Castleton.
- USS Aaron Ward (DD-483), (1942-1943) afundado por bombardeiros japoneses em 1943.
- USS Aaron Ward (DM-34), (1944-1945)

## Comandantes

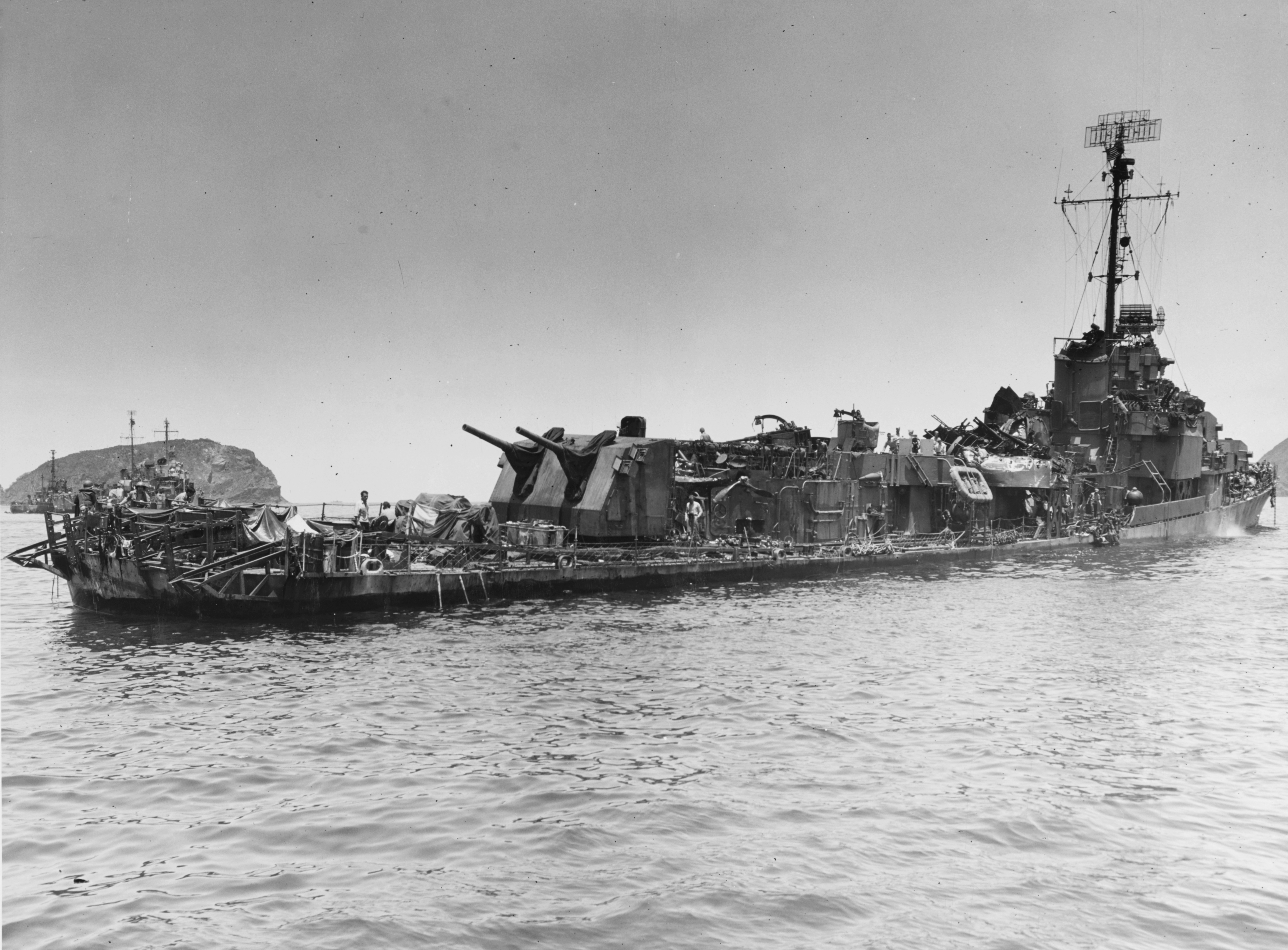
USS Aaron Ward (DM-34) seriamente danificado após ataque kamikaze em 3 de maio de 1945.

| Comandante                     | Período                              |
| ------------------------------ | ------------------------------------ |
| Cdr. William Henry Sanders Jr. | 28 de Outubro de 1944 - Maio de 1945 |